# Keara Graves
Keara Kristen Graves (Sault Ste. Marie, 26 de abril de 1999) é uma atriz, cantora e YouTuber canadense. Ela ganhou destaque por meio de seu papel na série musical do Family Channel, Lost & Found Music Studios.

## Biografia
Graves nasceu em Sault Ste. Marie, filha da atriz Kathryn Greco e o ex-jogador da NHL, Steve Graves. Ela tem uma irmã mais velha, Alexandra "Alexa". Ela tem ascendência italiana por parte da mãe e ascendência irlandesa por parte do pai. A família mudou-se para Whitby quando Keara tinha 4 anos. Ela frequentou a escola católica Father Leo J. Austin Catholic Secondary School antes de se mudar para Toronto em 2017.
Graves se identifica como queer.

## Filmografia
| Ano  | Título                       | Papel         | Nota                               |
| ---- | ---------------------------- | ------------- | ---------------------------------- |
| 2019 | Night Drive                  | Maia          | Curta-metragem; escritora, direção |
| 2019 | Weenie                       | Stevie        | Curta-metragem                     |
| 2019 | Deadly Influencer            | Lenore Poe    | Telefilme                          |
| 2019 | The Cheerleader Escort       | Rachel Singer | Telefilme                          |
| 2020 | Pretty Cheaters, Deadly Lies | Hanna         | Telefilme                          |

| Ano       | Título                     | Papel           | Notas                            |
| --------- | -------------------------- | --------------- | -------------------------------- |
| 2005      | The Doodlebops             | Criança         | 2 episódios                      |
| 2015–2017 | Lost & Found Music Studios | Leia            | Principal                        |
| 2017      | Designated Survivor        | Estudante #3    | Episódio: "Misalliance"          |
| 2019      | Wayne                      | Garota porpular | Episódio: "Chapter Five: Del"    |
| 2020      | Spinning Out               | Garota linda    | Episode: "Welcome to the Family" |
| 2020      | Cardinal                   | Rebecca Bailey  | 3 episódios                      |
| 2020      | Grand Army                 | Grace           | Recorrente                       |

| Ano  | Título    | Papel | Notas                 |
| ---- | --------- | ----- | --------------------- |
| 2020 | The D Cut | Max   | Principal; minissérie |